# Erster Landesbeamter
Der Erste Landesbeamte (ELB) ist gemäß § 42 Abs. 5 Landkreisordnung in Baden-Württemberg Stellvertreter des Landrates und Leiter der staatlichen Verwaltung, die das Landratsamt im Rahmen seiner Doppelfunktion als Kreis- und staatliche Behörde (untere Verwaltungsbehörde) wahrnimmt. Der Erste Landesbeamte wird von der Landesregierung im Benehmen mit dem Landrat ernannt.
Er wird in die Besoldungsgruppe B 3 eingestuft.